# Уметничка школа Ужице
| Уметничка школа Ужице    |                                          |
|                          |                                          |
| Врста:                   | државна                                  |
| Основана:                | 2002.                                    |
| Седиште:                 | Ужице, · Србија                          |
| Адреса:                  | Велики парк 3, 31000 Ужице               |
| Директор школе:          | Ивана Стаматовић                         |
| Број образовних профила: | 8 четворогодишњих                        |
| Број одељења:            | 8                                        |
| Сајт школе:              | http://www.umetnicka-skola-uzice.edu.rs/ |
| Видео канал школе:       | http://vimeo.com/umetnickaue             |
| Електронска пошта        | umetnicka.skola.uzice@gmail.com          |

 Уметничка школа Ужице је средња стручна школа за образовање кадрова из образовних профила: техничар дизајна графике, техничар дизајна текстила, ликовни техничар, грнчар- уметничка керамика, конзерватор културних добара, ливац уметничких предмета, гравер уметничких предмета и дрворезбар.

### Историјат
Уметничка школа у Ужицу у Ужицу основана је априла 2002. године. Током година, неколико пута је мењала локацију и назив, а од 2005. пресељена је на садашњу адресу, згради Црвеног крста у Ужицу.. Од оснивања, школа се суочавала са бројним проблемима, од којих се кључни односио на недостатак сопствене школске зграде. Школа је почела са радом у изнајмљеном простору Дома за децу и омладину „Петар Радовановић“ у Ужицу.

### Образовни профили
Четворогодишњи смерови
- техничар дизајна графике
- техничар дизајна текстила
- техничар дизајна ентеријера и индустријских производа
- стилски кројач
- ликовни техничар
- грнчар- уметничка керамика
- конзерватор културних добара
- ливац уметничких предмета
- гравер уметничких предмета
- дрворезбар

### О школи
Школа данас има на располагању функционалан простор прилагођен специфичностима организације образовно–васпитног процеса у једној специјализованој стручној школи. Тренутно, Уметничка школа располаже школском зградом и помоћним објектима површине око 1300 м². Доминира простор наменски везан за учионице опште и стручне наставе, специјализоване радионице — атељеи (намењени реализацији практичног рада ученика), библиотека, укупне површине 630 м². Језгро наставног кадра представљају академски образовани, афирмисани, креативни стручњаци, исказани у различитим подручјима уметничког стваралаштва.
Од оснивања школе 2002. до 2006. године, испуњени су услови за остваривање наставних планова и програма у оквиру осам образовних профила: конзерватор културних добара, ливац уметничких предмета, гравер уметничких предмета, стилски кројач, дрворезбар, грнчар — уметничка керамика (уметнички занати). Школске 2005/2006. године, уведена су два нова образовна профила у области дизајна: техничар дизајна графике и техничар дизајна текстила. А 2008. уписује се и прва генерација смера ликовни техничар.
Школа, тренутно, на нивоу школске године, уписује 41 редовног ученика: 20 ученика у образовне профиле у домену дизајна и 21 ученика у образовне профиле у домену уметничког занатства. Данас, школу похађа 164 ученика распоређених у 8 одељења.
Наставни план и програм је концепцијски постављен тако да у оквиру четворогодишњег школовања доминирају програмски садржаји из домена стручне наставе (општестручни и ужестручни предмети, практичан рад ученика). Школски програм обухвата и општеобразовне предмете из области природних и друштвених наука, пре свега, у почетној фази школовања. Постојећи наставни план и програм представља добру основу за стицање примењивих знања и успешно радно ангажовање након завршетка школовања.
Остварена је сарадња са свим важнијим институцијама културе у граду, а то су: Народно позориште, Народни музеј, Градска галерија и Градска библиотека. Успостављена је и сарадња са одређеним бројем културних и научних институција у Републици Србији, уметничким галеријама, невладиним организацијама, специјализованим уметничким радионицама, индустријским предузећима чија је делатност делом везана за делатност школе. Такође, ученици су показали своја знања и квалитет освајањем бројних награда на локалним, савезним и међународним такмичењима (конкурсима).
У циљу презентације рада, стваралачких резултата ученика и професора, основана је 2005. године и Галерија Уметничке школе. Програмска оријентација Галерије везана је за организацију изложби и јавне наступе ученика и професора, посете значајним уметничким и културним програмима, позиви и гостовање познатих уметника, организацији изложбе матурских радова... Галерија остварује изузетно богату сарадњу са установама културе у Ужицу и региону, локалним медијима, што је значајан корак популарисања рада и афирмације Уметничке школе.
Завршетак школовања сваке генерације ученика, Уметничка школа обележава промотивним програмима, почев од свечане академије, маскенбала ученика, изложбе матурских радова коју прати и издавање репрезентативан каталога.
Слике, цртежи, скулптуре у глини и дрвету, гравуре, модели одеће и остали ученички радови, распоређени су на зидовима, у радионицама, ходницима, холовима, на степеништима, у сваком кутку школе тако да је Школа испуњена експонатима кроз које одише топлина ученичке маште.